# Flygkrigsskolan (Finland)
Flygkrigsskolan (finska: Lentosotakoulu) var inom Finlands försvarsmakt ett skolförband som verkade mellan åren 2005 och 2014. Förbandet var förlagt till Kauhava i Södra Österbotten.

## Historik
Vid bildandet av Finlands flygvapen kom utbildningen av piloter att ske på Sandhamn, där flygfältets beläggning bestod av sand vilket gjorde att flygfältet kom att kallas "Sahara". Fram till slutet av 1920-talet användes i huvudsak pontonflygplan vid flygutbildningen. På 1930-talet omlokaliserades pilotutbildningen till Kauhava. Samtidigt påbörjade det finländska flygvapnet att även att utbilda piloter för sina reservstyrkor.
År 2005 delades skolan i två delar på två orter, Flygkrigsskolan i Kauhava och Luftkrigsskolan i Tikkakoski. Luftkrigsskolan i Kauhava erhöll det nya namnet Flygkrigsskolan medan den nya skolan i Tikkakoski övertog namnet Luftkrigsskolan.
På grund av den omorganisation som Försvarsmakten gjorde under åren 2012 och 2015, kom Flygkrigsskolan att avvecklas. Skolan utgick från och med den 1 januari 2015, då den nya organisationsstrukturen i Försvarsmakten trädde i kraft.